# توشین اوگونود
توشین اوگونود (انگلیسی: Tosin Ogunode؛ زادهٔ ۲ مارس ۱۹۹۴) دونده سرعت اهل نیجریه است.